# Doratonotus megalepis
Doratonotus megalepis - gatunek ryby z rodziny wargaczowatych, jedyny przedstawiciel rodzaju Doratonotus

## Występowanie
Zamieszkuje wody przybrzeżne oceanu Atlantyckiego, w zachodniej części, od okolic Florydy, aż do wód Brazylii, natomiast we wschodniej części oceanu u wybrzeży Afryki. 

## Opis
Największy zbadany osobnik osiągnął 9,4 cm oraz 10,80 g.